# Championnats de Belgique d'athlétisme 2025
En 2025, les championnats de Belgique d'athlétisme toutes catégories se sont déroulés les samedi 2 et dimanche 3 août au stade Roi Baudouin à Bruxelles.
Les épreuves du 10.000 m pour les hommes et les femmes ont eu lieu à Duffel le 9 juin 2025.

## 100 m
| Résultat | Athlète              | Performance (+0.1 SP) |
| -------- | -------------------- | --------------------- |
| 1er      | Emiel Botterman      | 10,28 s               |
| 2e       | Simon Verherstraeten | 10,31 s               |
| 3e       | Amine Kasmi          | 10,35 s               |

| Résultat | Athlète         | Performance (+1,6 SP) |
| -------- | --------------- | --------------------- |
| 1re      | Rani Rosius     | 11,27 s               |
| 2e       | Rani Vincke     | 11,28 s               |
| 3e       | Delphine Nkansa | 11,32 s               |

## 200 m
| Résultat | Athlète              | Performance (+0,4 SP) |
| -------- | -------------------- | --------------------- |
| 1er      | Simon Verherstraeten | 20,68 s               |
| 2e       | Amine Kasmi          | 20,69 s               |
| 3e       | Antoine Snyders      | 20,81 s               |

| Résultat | Athlète         | Performance (+1,1 SP) |
| -------- | --------------- | --------------------- |
| 1re      | Imke Vervaet    | 22,63 s               |
| 2e       | Delphine Nkansa | 22,88 s               |
| 3e       | Anne Zagré      | 23,25 s               |

## 400 m
| Résultat | Athlète         | Performance |
| -------- | --------------- | ----------- |
| 1er      | Dylan Borlée    | 45,15 s     |
| 2e       | Daniel Segers   | 45,51 s     |
| 3e       | Jonathan Sacoor | 46,03 s     |

| Résultat | Athlète              | Performance |
| -------- | -------------------- | ----------- |
| 1re      | Naomi Van den Broeck | 51,45 s     |
| 2e       | Helena Ponette       | 52,21 s     |
| 3e       | Messalina Pieroni    | 53,49 s     |

## 800 m
| Résultat | Athlète         | Performance |
| -------- | --------------- | ----------- |
| 1er      | Eliott Crestan  | 1.46,73     |
| 2e       | Tibo De Smet    | 1.47,12     |
| 3e       | Ruben Verheyden | 1.47,21     |

| Résultat | Athlète       | Performance |
| -------- | ------------- | ----------- |
| 1re      | Camille Laus  | 1.59,96     |
| 2e       | Nel Vanopstal | 2.02,36     |
| 3e       | Laure Bilo    | 2.04,05     |

## 1500 mètres
| Résultat | Athlète              | Performance |
| -------- | -------------------- | ----------- |
| 1er      | Pieter Sisk          | 3.52,05     |
| 2e       | Sébastien Fauconnier | 3.54,25     |
| 3e       | Lennert Dewulf       | 3.43,89     |

| Résultat | Athlète           | Performance |
| -------- | ----------------- | ----------- |
| 1re      | Mariska Parewyck  | 4.11,86     |
| 2e       | Juliette Secretin | 4.19,74     |
| 3e       | Camille Muls      | 4.19,78     |

## 5000 m
| Résultat | Athlète           | Performance |
| -------- | ----------------- | ----------- |
| 1er      | Guillaume Grimard | 13.28,34    |
| 2e       | Kobe Hermans      | 13.47,54    |
| 3e       | Robbe Camphens    | 14.01,34    |

| Résultat | Athlète          | Performance |
| -------- | ---------------- | ----------- |
| 1re      | Elise Vanderelst | 15.07,38    |
| 2e       | Jana Van Lent    | 15.13,07    |
| 3e       | Lisa Rooms       | 15.28,01    |

## 10 000 m
| Résultat | Athlète           | Performance |
| -------- | ----------------- | ----------- |
| 1er      | Simon Debognies   | 28.50,12    |
| 2e       | Arnaud Collard    | 29.11,88    |
| 3e       | Guillaume Grimard | 29.12,22    |

| Résultat | Athlète            | Performance |
| -------- | ------------------ | ----------- |
| 1re      | Jana Van Lent      | 31.14,22    |
| 2e       | Chloé Herbiet      | 32.23,06    |
| 3e       | Charlotte Van Hese | 33.45,45    |

## 110 m haies/100 m haies
| Résultat | Athlète           | Performance (-1,1 SP) |
| -------- | ----------------- | --------------------- |
| 1er      | Elie Bacari       | 13,30 s               |
| 2e       | Zeno Van Neygen   | 13,43 s               |
| 3e       | Jente Hauttekeete | 13,74 s               |

| Résultat | Athlète             | Performance (-1,8 SP) |
| -------- | ------------------- | --------------------- |
| 1re      | Yanla Ndjip-Nyemeck | 13,30 s               |
| 2e       | Noor Koekelkoren    | 13,42 s               |
| 3e       | Amber Vanden Bosch  | 13,53 s               |

## 400 m haies
| Résultat | Athlète             | Performance |
| -------- | ------------------- | ----------- |
| 1er      | Mimoun Abdoul Wahab | 49,75 s     |
| 2e       | Tuur Bras           | 50,23 s     |
| 3e       | Maxime Debacker     | 51,56 s     |

| Résultat | Athlète          | Performance |
| -------- | ---------------- | ----------- |
| 1re      | Paulien Couckuyt | 54,45 s     |
| 2e       | Ilana Hanssens   | 56,73 s     |
| 3e       | Kylie Lambert    | 57,73 s     |

## 3000 m steeple
| Résultat | Athlète          | Performance |
| -------- | ---------------- | ----------- |
| 1er      | Tim Van de Velde | 8.28,23     |
| 2e       | Rémi Schuns      | 8.34,94     |
| 3e       | Clément Labar    | 8.49,18     |

| Résultat | Athlète            | Performance |
| -------- | ------------------ | ----------- |
| 1re      | Eline Dalemans     | 9.42,65     |
| 2e       | Julie Van De Walle | 10.36,82    |
| 3e       | Jolien Van Hooreke | 10.45,43    |

## Saut en longueur
| Résultat | Athlète           | Performance |
| -------- | ----------------- | ----------- |
| 1er      | Yanni Sampson     | 7,58 m      |
| 2e       | Dai Keïta         | 7,24 m      |
| 3e       | Yente Vandersteen | 7,13 m      |

| Résultat | Athlète          | Performance |
| -------- | ---------------- | ----------- |
| 1re      | Nafissatou Thiam | 6,48 m      |
| 2e       | Hanne Maudens    | 6,19 m      |
| 3e       | Maité Beernaert  | 6,12 m      |

## Triple saut
| Résultat | Athlète         | Performance |
| -------- | --------------- | ----------- |
| 1er      | Lucca Goosens   | 15,29 m     |
| 2e       | David Boda      | 15,04 m     |
| 3e       | Björn De Decker | 14,74 m     |

| Résultat | Athlète        | Performance |
| -------- | -------------- | ----------- |
| 1re      | Saliyya Guisse | 13,89 m     |
| 2e       | Ilona Masson   | 13,60 m     |
| 3e       | Silke Daems    | 12,07 m     |

## Saut en hauteur
| Résultat | Athlète       | Performance |
| -------- | ------------- | ----------- |
| 1er      | Stan Geenens  | 2,19 m      |
| 2e       | Bram Ghuys    | 2,04 m      |
| 2e       | Thomas Carmoy | 2,04 m      |

| Résultat | Athlète        | Performance |
| -------- | -------------- | ----------- |
| 1re      | Merel Maes     | 1,97 m      |
| 2e       | Yorunn Ligneel | 1,74 m      |
| 3e       | Svea Van Laere | 1,74 m      |

## Saut à la perche
| Résultat | Athlète      | Performance |
| -------- | ------------ | ----------- |
| 1re      | Ben Broeders | 5,65 m      |
| 2e       | Jaan Bal     | 5,40 m      |
| 3e       | Robin Bodart | 5,20 m      |

| Résultat | Athlète          | Performance |
| -------- | ---------------- | ----------- |
| 1re      | Elien Vekemans   | 4,55 m      |
| 2e       | Kyani Joosten    | 3,90 m      |
| 3e       | Fleur Hooyberghs | 3,90 m      |

## Lancer du poids
| Résultat | Athlète              | Performance |
| -------- | -------------------- | ----------- |
| 1er      | Andreas De Lathauwer | 18,23 m     |
| 2e       | Kwinten Cools        | 17,75 m     |
| 3e       | Cédric Broeckaert    | 17,05 m     |

| Résultat | Athlète         | Performance |
| -------- | --------------- | ----------- |
| 1re      | Nafy Thiam      | 15,69 m     |
| 2e       | Lenne Jacobien  | 14,28 m     |
| 3e       | Manon Beernaert | 13,57 m     |

## Lancer du disque
| Résultat | Athlète        | Performance  |
| -------- | -------------- | ------------ |
| 1er      | Philip Milanov | 59,48 mètres |
| 2e       | Kwinten Cools  | 54,75 mètres |
| 3e       | Lars Coen      | 54,55 mètres |

| Résultat | Athlète            | Performance  |
| -------- | ------------------ | ------------ |
| 1re      | Babette Vandeput   | 54,59 mètres |
| 2e       | Anouska Hellebuyck | 50,54 mètres |
| 3e       | Jihane Mrabet      | 48,85 mètres |

## Lancer de javelot
| Résultat | Athlète          | Performance  |
| -------- | ---------------- | ------------ |
| 1er      | Timothy Herman   | 76,36 mètres |
| 2e       | Cedric Sorgeloos | 74,16 mètres |
| 3e       | Ides Verhulst    | 69,45 mètres |

| Résultat | Athlète       | Performance  |
| -------- | ------------- | ------------ |
| 1re      | Pauline Smal  | 50,48 mètres |
| 2e       | Kirsten Umans | 45,28 mètres |
| 3e       | Lotte Smets   | 43,95 mètres |

## Lancer du marteau
| Résultat | Athlète       | Performance |
| -------- | ------------- | ----------- |
| 1er      | Devlin Neyens | 64,21 m     |
| 2e       | Kobe Gieghase | 59,52 m     |
| 3e       | Davy Nulens   | 54,92 m     |

| Résultat | Athlète         | Performance  |
| -------- | --------------- | ------------ |
| 1re      | Manon Beernaert | 55,41 mètres |
| 2e       | Lotte Declerck  | 48,29 mètres |
| 3e       | Sam Ruts        | 48,02 mètres |

## Sources
- Ligue belge francophone d'athlétisme
- Ligue belge flamande d'athlétisme
- Résultats
- Athlétisme : Palmarès et résultats Championnats de Belgique TC et handisport 2025